# پاتریک برین
پاتریک برین (انگلیسی: Patrick Breen؛ زادهٔ ۲۶ اکتبر ۱۹۶۰) یک هنرپیشه، فیلم‌نامه‌نویس، بازیگر سینما، و کارگردان اهل ایالات متحده آمریکا است. وی از سال ۱۹۶۸ میلادی تاکنون مشغول فعالیت بوده‌است.
از فیلم‌ها یا مجموعه‌های تلویزیونی که وی در آن‌ها نقش داشته است می‌توان به کمدی سکسی ریو، کریسمس در کنار خانواده کرنک، هیچ‌کس کامل نیست، فوت کرد، فقط یک بوسه، برای عشق یا پول و فقط بلیط اشاره نمود.